# Elijah Ngurare
Elijah Tjitunga Ngurare (* 28. Oktober 1970 in Nkurenkuru, Südwestafrika) ist ein namibischer Politiker der SWAPO und seit dem 22. März 2025 Premierminister im Kabinett Nandi-Ndaitwah.

## Lebensweg

### Kindheit und Bildung
Ngurare besuchte die ELCIN Nkurenkuru High School, Linus Shashipapo Secondary School (beide in Nkurenkuru), die Rundu Senior Secondary School in Rundu sowie die Kolin Foundation Secondary School in Arandis, Er studierte anschließend an der Central State University in Ohio (USA), an der er mit magna cum laude seinen B. Sc. in Wassermanagement und internationaler Zusammenarbeit erhielt. Anschließend zog es Ngurare für einen Master of Laws an die University of Dundee in Schottland. 2009 erhielt er seinen Ph.D. von der National University of Ireland in Irland.

### Politische Karriere
Ngurare arbeitete sich in der SWAPO Youth League (SPYL) hoch und war ab 2007 Generalsekretär der Jugendorganisation der regierenden Partei. 2015 verlor er diese und wurde von der Partei ausgeschlossen. Nach einer längeren gerichtlichen Auseinandersetzung wurde er zwei Jahre später wieder in die Partei aufgenommen. Er wurde Direktor im namibischen Landwirtschaftsministerium. In gleichem Ministerium diente er auch als Vize-Exekutivdirektor.
Ngurare ist seit dem 21. März 2025 Mitglied der Nationalversammlung.

### Privatleben
Ngurare ist mit Albertina Mbute Ngurare verheiratet. Sie haben vier gemeinsame Kinder.